# Glory to the Brave
Glory to the brave es el primer disco de la banda sueca de heavy metal  HammerFall, editado en 1997. Fue su primer álbum a pesar del hecho de que la banda se formó en 1993 (hasta entonces interpretaban música en directo y covers. Steel meets steel fue compuesta por Oscar Dronjak justo cuando se formó la banda y fue incluida en el álbum. La banda había firmado un contrato con el sello danés Vic Records. Nuclear Blast se acercó a Vic Records y logró un acuerdo para el álbum debut. Más tarde Nuclear Blast compró todos los derechos a Vic Records. Aunque el guitarrista de In Flames, Jesper Strömblad es mencionado como el batería, toda la percusión fue grabada por el músico de sesión Patrik Räfling, que se uniría como miembro permanente justo después de la publicación del álbum. La portada del álbum fue dibujada por Andreas Marschall.

## Lista de canciones
| N.º | Título                                | Escritor(es)             | Duración |  |
| 1.  | «The dragon lies bleeding»            | Strömblad, Cans          | 4:22     |  |
| 2.  | «The metal age»                       | Dronjak, Strömblad, Cans | 4:28     |  |
| 3.  | «HammerFall»                          | Dronjak, Strömblad, Cans | 4:47     |  |
| 4.  | «I believe»                           | Cans, Stålfors           | 4:53     |  |
| 5.  | «Child of the damned» (Warlord cover) | Tsamis                   | 3:42     |  |
| 6.  | «Steel meets steel»                   | Dronjak                  | 4:02     |  |
| 7.  | «Stone cold»                          | Dronjak, Strömblad, Cans | 5:43     |  |
| 8.  | «Unchained»                           | Dronjak, Strömblad, Cans | 5:38     |  |
| 9.  | «Glory to the brave»                  | Dronjak, Strömblad, Cans | 7:20     |  |

Bonus tracks:
10. "Ravenlord" (Stormwitch cover) Harald Spangler 3:31 (en edición Japonesa, Brasilera y Deluxe Edition)
11. "Multimedia part: videoclip, wallpaper & e-card" 5:35 (en Deluxe Edition)

## Formación
- Joacim Cans - Voz, armonías de fondo
- Oscar Dronjak - Guitarra, coros
- Glenn Ljungström - Guitarra
- Fredrik Larsson - Bajo, voz de acompañamiento
- Patrik Räfling - Batería
- Jesper Strömblad - Batería (solo acreditado en la escritura)

- Datos: Q1348479